# Richard Bauer (engenheiro)
Richard Bauer (1898 – 1962) foi um engenheiro mecânico alemão. Trabalhou na Bayerische Flugzeugwerke nas décadas de 1930 e 1940. Após a Segunda Guerra Mundial trabalhou com Ludwig Bölkow, desenvolvendo entre outros aerogeradores.